# Marco Russ
Marco Russ (Hanau, 4 d'agost del 1985) és un futbolista alemany nascut a la ciutat de Llueix el nombre 23 al dorsal. Va començar a jugar de petit al VfB Großauheim. El 1996 va canviar de club per jugar a les categories inferiors del Eintracht Frankfurt, i va arribar al primer equip el 2004 on es va consolidar com a titular. El gener del 2008 va renovar el contracte amb aquest equip fins al 2012. La posició natural de Marco Russ és la de defensa central, encara que també juga com a centrecampista defensiu. Destaca per la seva altura (1,90 m) que el fa fort en defensa però també sol pujar a l'atac i marcar alguns gols. El 2006 debutà amb la selecció de futbol d'Alemenya sub-21 i actualment és una jove promesa del futbol alemany.